# Thectoceps mauritiensis
Thectoceps mauritiensis är en insektsart som beskrevs av Williams 1977. Thectoceps mauritiensis ingår i släktet Thectoceps och familjen vedstritar.
Artens utbredningsområde är Mauritius. Inga underarter finns listade i Catalogue of Life.